# Beach Party
Série
Muscle Beach Party
(1964)
Pour plus de détails, voir Fiche technique et Distribution.
Beach Party, ou L'amour à la plage au Québec, est un film américain réalisé par William Asher, sorti en 1963. Il est le premier d'une série de sept « films de plage » d'American International Pictures (AIP) destinés à un public adolescent. On attribue souvent à ce film la création du sous-genre « beach party »,,,. 

## Synopsis
Un anthropologue, le professeur Robert Orville Sutwell, étudie secrètement les « habitudes d'accouplement sauvage » des adolescents de Californie du Sud qui traînent à la plage et parlent dans un jargon de surf étrange. Après qu'il a paralysé temporairement Eric Von Zipper, le chef des Rats, le gang de motards local, qui faisait des avances à Dolores, celle-ci a le béguin pour le professeur. Son compagnon de surf, Frankie, devient jaloux et commence à flirter avec Ava, une serveuse hongroise. Pendant ce temps, l'assistante de Sutwell, Marianne, développe davantage son béguin pour le professeur. Von Zipper et son gang complotent pour faire tomber Sutwell, pour finalement être contrecarrés par les surfeurs adolescents. 

## Fiche technique
- Titre : Beach Party
- Réalisation : William Asher
- Scénario : Lou Rusoff ; William Asher et Robert Dillon (non crédités)
- Direction artistique : Daniel Haller
- Musique : Les Baxter
- Producteur executif : Samuel Z. Arkoff
- Producteurs : Lou Rusoff et James H. Nicholson (en)
- Société de production : Alta Vista Productions
- Société de distribution : American International Pictures
- Budget: 200 000 ou 300 000 $ (estimé)
- Pays de production :  États-Unis
- Langue : Anglais
- Format : Couleur  (Pathécolor) - Panavision - 35 mm - 2,35:1
- Genre : Comédie, film musical
- Durée : 101 minutes
- Dates de sortie :
  - États-Unis : 7 août 1963
  - France : 4 décembre 1963

## Distribution
- Robert Cummings : Sutwell
- Dorothy Malone : Marianne
- Frankie Avalon : Frankie
- Annette Funicello : Dolores
- Morey Amsterdam : Cappy
- Harvey Lembeck : Eric Von Zipper
- Eva Six : Ava
- John Ashley : Ken
- Jody McCrea : Deadhead
- Dick Dale : lui-même
- The Del Tones : eux-mêmes
- Andy Romano : JD
- Meredith MacRae : une fille de la plage
- Mike Nader : un garçon de la plage
- Vincent Price : Big Daddy
- Gary Usher (non-crédité) : un garçon de plage

## Développement

### Ecriture du scénario
À l'été 1962, Samuel Z. Arkoff et Jim Nicholson visionnent des films en Italie en vue d'en acheter pour le marché américain. Ils en voient un à propos d'un homme d'âge moyen qui tombe amoureux d'une jeune femme passant tout son temps dans une station balnéaire. Ils n'aiment pas ce film mais sont attirés par le décor et chargent Lou Rusoff d'écrire un tournage sur la plage. Le film est annoncé en juillet 1962.  
Le scénario de Rusoff est apparemment plus conforme au standard habituel d'AIP à propos de jeunes rencontrant des problèmes avec leurs parents. Il est montré à William Asher qui accepte de faire le film à condition qu'il devienne davantage une comédie musicale sur des adolescents. Arkoff et Nicholson étant d'accord, Asher réécrit le scénario avec Robert Dillon. Samuel Arkoff lui demande de ne pas s'en attribuer le mérite car Lou Rusoff est atteint d'un cancer du cerveau. Asher accepte et Rusoff en a le seul crédit ; il meurt en juin 1963. 

### Casting
Annette Funicello est le premier choix pour le rôle principal féminin, même si Asher dit qu'ils étaient inquiets parce qu'elle était sous contrat avec Walt Disney. Le film plait à Funicello, et Disney lui demande simplement de ne pas exposer son nombril. 
AIP  tente de recruter le chanteur Fabian Forte pour lui tenir la réplique, mais il est sous contrat avec la 20th Century Fox, alors Frankie Avalon est choisi à la place.     
Le film est tourné en trois semaines à partir de mars 1963 sur les plages de Californie. 

## Musique
La musique de Beach Party est écrite spécifiquement pour le film et réalisée par Kaylen Mandry. Les Baxter en compose la partition, ainsi que celle de la plupart des films qui suivent, dont le Sergent Dead Head, Dr Goldfoot and the Bikini Machine et Fireball 500 . 
Gary Usher et Roger Christian écrivent trois chansons qui apparaissent dans le film : la chanson titre, interprétée par Avalon et Funicello ; et Swingin' and a-Surfin' et Secret Surfing Spot, toutes deux interprétés par Dick Dale and the Del Tones. 
Bob Marcucci et Russ Faith écrivent Don't Stop Now, interprétée par Avalon. 
Guy Hemric et Jerry Styner écrivent deux chansons pour Funicello figurant dans le film : Treat Him Nicely et Promise Me Anything (But Give Me Love) jouée hors écran et présentée comme la musique du film.

### Les chansons
- Beach Party Tonight - Frankie Avalon et Annette Funicello
- Secret Surfin 'Spot - Dick Dale and the Del Tones
- Swingin 'et Surfin' - Dick Dale and the Del Tones
- Don't Stop Now - Frankie Avalon
- Treat Him Nicely - Annette Funicello
- Promise Me Anything (But Give Me Love) - Annette Funicello